# Norvégia az 1924. évi téli olimpiai játékokon
Norvégia a franciaországi Chamonix-ban megrendezett 1924. évi téli olimpiai játékok egyik részt vevő nemzete volt. Az országot az olimpián 5 sportágban 14 sportoló képviselte, akik összesen 17 érmet szereztek.

## Érmesek
| Érem  | Versenyző            | Sportág          | Versenyszám        |
| ----- | -------------------- | ---------------- | ------------------ |
| Arany | Thorleif Haug        | Északi összetett | Egyéni             |
| Arany | Thorleif Haug        | Sífutás          | Férfi 18 km        |
| Arany | Thorleif Haug        | Sífutás          | Férfi 50 km        |
| Arany | Jacob Tullin Thams   | Síugrás          | Egyéni, normálsánc |
| Ezüst | Thoralf Strømstad    | Északi összetett | Egyéni             |
| Ezüst | Oskar Olsen          | Gyorskorcsolya   | Férfi 500 m        |
| Ezüst | Roald Larsen         | Gyorskorcsolya   | Férfi 1500 m       |
| Ezüst | Roald Larsen         | Gyorskorcsolya   | Férfi összetett    |
| Ezüst | Johan Grøttumsbråten | Sífutás          | Férfi 18 km        |
| Ezüst | Thoralf Strømstad    | Sífutás          | Férfi 50 km        |
| Ezüst | Narve Bonna          | Síugrás          | Egyéni, normálsánc |
| Bronz | Johan Grøttumsbråten | Északi összetett | Egyéni             |
| Bronz | Roald Larsen         | Gyorskorcsolya   | Férfi 500 m        |
| Bronz | Sigurd Moen          | Gyorskorcsolya   | Férfi 1500 m       |
| Bronz | Roald Larsen         | Gyorskorcsolya   | Férfi 5000 m       |
| Bronz | Roald Larsen         | Gyorskorcsolya   | Férfi 10 000 m     |
| Bronz | Johan Grøttumsbråten | Sífutás          | Férfi 50 km        |

## Északi összetett
| Versenyző            | Sífutás | Sífutás | Sífutás | Síugrás  | Síugrás  | Síugrás  | Síugrás  | Síugrás | Síugrás | Összesítés | Összesítés |
| Versenyző            | Sífutás | Sífutás | Sífutás | 1. ugrás | 1. ugrás | 2. ugrás | 2. ugrás | Össz.   | Össz.   | Összesítés | Összesítés |
| Versenyző            | Idő     | Pont    | Hely.   | Távolság | Pont     | Távolság | Pont     | Pont    | Hely.   | Pont       | Helyezés   |
| -------------------- | ------- | ------- | ------- | -------- | -------- | -------- | -------- | ------- | ------- | ---------- | ---------- |
| Johan Grøttumsbråten | 1:15:51 | 19,375  | 2.      | 44,5     | 16,375   | 39,5     | 16,291   | 16,333  | 8.      | 17,854     |            |
| Thorleif Haug        | 1:14:31 | 20,000  | 1.      | 42,5     | 17,291   | 44,0     | 18,333   | 17,812  | 1.      | 18,906     |            |
| Harald Økern         | 1:20:30 | 17,125  | 4.      | 44,5     | 16,791   | 47,0     | 18,000   | 17,395  | 3.      | 17,260     | 4.         |
| Thoralf Strømstad    | 1:17:03 | 18,750  | 3.      | 46,0     | 17,500   | 45,5     | 17,875   | 17,687  | 2.      | 18,219     |            |

## Gyorskorcsolya
| Versenyző        | Versenyszám | Eredmény | Helyezés |
| ---------------- | ----------- | -------- | -------- |
| Roald Larsen     | 500 m       | 44,8     | *        |
| Roald Larsen     | 1500 m      | 2:22,0   |          |
| Roald Larsen     | 5000 m      | 8:50,2   |          |
| Roald Larsen     | 10 000 m    | 18:12,2  |          |
| Sigurd Moen      | 500 m       | 47,2     | 13.      |
| Sigurd Moen      | 1500 m      | 2:25,6   |          |
| Sigurd Moen      | 5000 m      | 8:51,0   | 4.       |
| Sigurd Moen      | 10 000 m    | 18:19,0  | 6.       |
| Oskar Olsen      | 500 m       | 44,2     |          |
| Oskar Olsen      | 1500 m      | 2:29,2   | 6.       |
| Harald Strøm     | 500 m       | 45,6     | 8.*      |
| Harald Strøm     | 1500 m      | 2:29,0   | 5.       |
| Harald Strøm     | 5000 m      | 8:54,6   | 5.       |
| Harald Strøm     | 10 000 m    | 18:18,6  | 5.       |
| Frithjof Paulsen | 5000 m      | 8:59,0   | 7.       |
| Frithjof Paulsen | 10 000 m    | 18:13,0  | 4.       |

| Versenyző    | Versenyszám | 500 m | 500 m | 5000 m | 5000 m | 1500 m | 1500 m | 10 000 m | 10 000 m | Összesítés | Összesítés     | Összesítés |
| Versenyző    | Versenyszám | Idő   | Hely  | Idő    | Hely   | Idő    | Hely   | Idő      | Hely     | Pontszám   | Idők pontszáma | Helyezés   |
| ------------ | ----------- | ----- | ----- | ------ | ------ | ------ | ------ | -------- | -------- | ---------- | -------------- | ---------- |
| Roald Larsen | Összetett   | 44,8  | 1.*   | 8:50,2 | 3.     | 2:22,0 | 2.     | 18:12,2  | 3.       | 9,5        | 199,76         |            |
| Sigurd Moen  | Összetett   | 47,2  | 9.    | 8:51,0 | 4.     | 2:25,6 | 3.     | 18:19,0  | 5.       | 17         | 203,78         | 5.         |
| Harald Strøm | Összetett   | 45,6  | 6.    | 8:54,6 | 5.     | 2:29,0 | 5.     | 18:18,6  | 4.       | 17         | 203,66         | 4.         |

* - egy másik versenyzővel azonos eredményt ért el

## Műkorcsolya
| Versenyző   | Versenyszám | Kötelező elemek   | Kötelező elemek | Kűr               | Kűr   | Összesítés                     | Összesítés                     | Összesítés                     | Összesítés                     | Összesítés                     | Összesítés                     | Összesítés                     | Összesítés        | Összesítés  | Összesítés | Összesítés |
| Versenyző   | Versenyszám | Kötelező elemek   | Kötelező elemek | Kűr               | Kűr   | Helyezési pontszámok bírónként | Helyezési pontszámok bírónként | Helyezési pontszámok bírónként | Helyezési pontszámok bírónként | Helyezési pontszámok bírónként | Helyezési pontszámok bírónként | Helyezési pontszámok bírónként | Több. hely. száma | Hely. össz. | Pont       | Helyezés   |
| Versenyző   | Versenyszám | Több. hely. száma | Hely.           | Több. hely. száma | Hely. | 1                              | 2                              | 3                              | 4                              | 5                              | 6                              | 7                              | Több. hely. száma | Hely. össz. | Pont       | Helyezés   |
| ----------- | ----------- | ----------------- | --------------- | ----------------- | ----- | ------------------------------ | ------------------------------ | ------------------------------ | ------------------------------ | ------------------------------ | ------------------------------ | ------------------------------ | ----------------- | ----------- | ---------- | ---------- |
| Sonja Henie | Női egyéni  | 7×8+              | 8.              | 5×7+              | 7.    | 8,0                            | 5,0                            | 8,0                            | 7,0                            | 8,0                            | 8,0                            | 6,0                            | 7×8+              | 50,0        | 1426,75    | 8.         |

## Sífutás
| Versenyző            | Versenyszám | Eredmény  | Helyezés |
| -------------------- | ----------- | --------- | -------- |
| Einar Landvik        | 18 km       | 1:17:27,4 | 5.       |
| Johan Grøttumsbråten | 18 km       | 1:15:51,0 |          |
| Johan Grøttumsbråten | 50 km       | 3:47:46   |          |
| Thorleif Haug        | 50 km       | 3:44:32   |          |
| Thorleif Haug        | 18 km       | 1:14:31,4 |          |
| Jon Mårdalen         | 18 km       | 1:16:56,8 | 4.       |
| Jon Mårdalen         | 50 km       | 3:49:48   | 4.       |
| Thoralf Strømstad    | 50 km       | 3:46:23   |          |

## Síugrás
| Versenyző          | 1. ugrás | 2. ugrás | Összesítés | Összesítés |
| Versenyző          | Távolság | Távolság | Pont       | Helyezés   |
| ------------------ | -------- | -------- | ---------- | ---------- |
| Narve Bonna        | 18,375   | 19,000   | 18,688     |            |
| Thorleif Haug      | 17,750   | 17,875   | 17,813     | 4.         |
| Einar Landvik      | 17,167   | 17,877   | 17,522     | 5.         |
| Jacob Tullin Thams | 18,793   | 19,127   | 18,960     |            |